# Artturi Rönkä

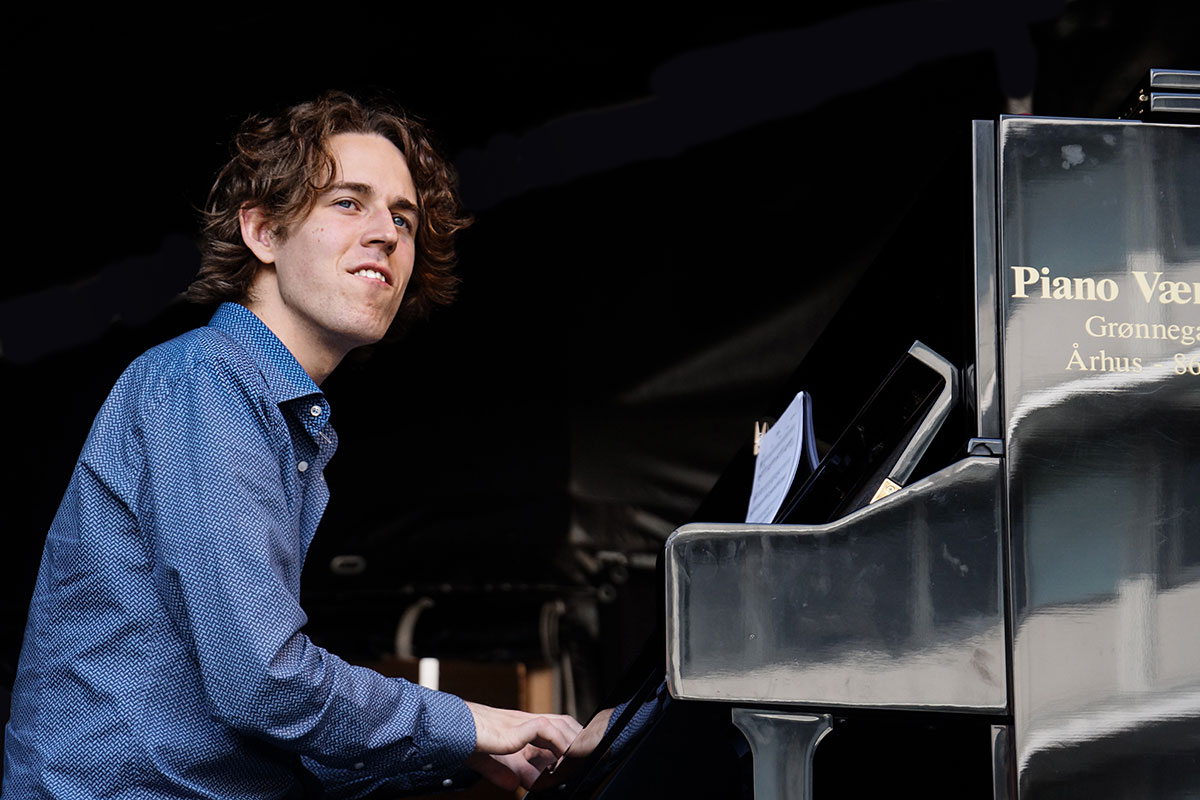
Aarhus Jazz Festival 2015

Artturi Rönkä (* 1990) ist ein finnischer Jazzmusiker (Piano, Arrangement, Komposition).

## Leben und Wirken
Rönkä studierte Piano und Komposition an der Jazzabteilung der Sibelius-Akademie Helsinki und schloss 2015 sein Studium mit dem Master ab. Seit 2017 studiert er klassische Komposition an der Sibelius-Akademie in der Klasse von Veli-Matti Puumala.  2008 spielte er in der Junior All Star Big Band. In den folgenden Jahren arbeitete er als freischaffender Jazzmusiker; Aufnahmen entstanden u. a. mit dem der Formation Misceo, der Sibis Big Band, mit Jere Haakana Varjosto und Tuomas Paukku Scription. Außerdem ist er als Arrangeur für Orchester und große Ensembles tätig, etwa für das Turku Jazz Orchestra. 2021 legte er mit dem Schlagzeuger Daniel Sommer das Duoalbum Varo (Eclipse Music) vor.
Rönkä hat sich auch einen Ruf als Komponist erworben: sein kompositorisches Schaffen umfasst Werke sowohl zeitgenössischer Musik als auch in Jazzstilen. 2012 erhielt er den ersten Preis sowohl beim Kompositionswettbewerb „Jazzverk“ der Norrbotten Big Band als auch 2011 beim Kompositionswettbewerb „Esko Linnavalli“ des UMO Jazz Orchestra. Mit seiner eigenen Band, dem AR Quartet, gewann er 2012 den Wettbewerb Young Nordic Jazz Comets in Finnland.

## Diskographische Hinweise
- AR Quartet (Fredriksson Music, 2014), mit Sampo Kasurinen, Eero Seppä, Jonatan Sarikoski
- Misceo: Better Word for Love (2019), mit Kern Westerberg, Joasia Cieslak, Adrian Christensen, Frederik Emil Bulow
- Artturi Rönkä / Daniel Sommer / Thommy Andersson:  Lost Threads (April 2025)[2]